# Progress-Presse-Agentur
Die Progress-Presse-Agentur GmbH (PPA) war eine 1971 gegründete Presseagentur in der Bundesrepublik Deutschland, die hauptsächlich die DDR-Nachrichtenagentur ADN belieferte. Als  die SED 1989 die Finanzierung abbrach, wurde die Agentur aufgelöst.
Die Agentur wurde am 20. Dezember 1971 von früheren Korrespondenten des aufgelösten Korrespondentennetzes der Stimme der DDR und von ADN in Düsseldorf gegründet.
Die vier Gründungsgesellschafter von PPA kamen jeweils zur Hälfte von ADN und von der Stimme der DDR. Als Ziel ihrer Arbeit nannten sie „die Widerspiegelung der Aktivitäten der demokratischen Kräfte der Bundesrepublik in allen Bereichen der Politik und Gesellschaft“.
Hauptabnehmer der Agentur waren neben ADN und Stimme der DDR die sowjetische Agentur TASS und die Nachrichtenagenturen der Ostblockstaaten. Im westeuropäischen Ausland gehörten die französische KP-Presse, die Gewerkschaft CGT oder die italienische L’Unità zu den Beziehern. In der Bundesrepublik wurde PPA hauptsächlich vom DKP-Parteiorgan Unsere Zeit (UZ) sowie anderen Medien des DKP-Umfelds verwertet.
Die Agentur unterhielt neben der Zentrale in Düsseldorf Büros in Bonn, Hamburg, Hannover, Mannheim und München sowie zeitweilig Dependancen in Frankfurt und Stuttgart. Zentrale und Büros korrespondierten über das öffentliche Fernschreibnetz, über das auch die wichtigsten Kunden ihre Nachrichten empfingen. Die übrigen Kunden erhielten die Meldungen in Form eines täglichen Repro-Dienstes per Post. Zu den beiden DDR-Hauptkunden bestand eine dauernd geschaltete Fernschreibleitung, die über das Bonner ADN-Büro führte. Um dem Hauptkunden ADN bei der Umstellung von Klein- auf Großschreibung folgen zu können, wurde 1989 die Fernschreibtechnik in sämtlichen Büros durch Computer-Teletex-Anlagen ersetzt.
Die Mitarbeiter der Agentur waren durchweg Bundesbürger und politisch der DKP verpflichtet. Die parteipolitische Anbindung kam sichtbar zum Ausdruck, als 1986 der bisherige DKP-Pressesprecher und vorherige stellvertretende Chefredakteur des Parteiorgans „UZ“, Eberhard Weber, zum Chefredakteur ernannt wurde.
Die Agentur verbreitete häufig Tatarenmeldungen.
Nach dem Fall der Mauer sah sich ADN nicht mehr in der Lage, den finanziellen Verpflichtungen gegenüber PPA nachzukommen. Hinzu kamen notleidende Außenstände in Polen, Bulgarien und Frankreich. Ende November 1989 teilte deshalb die PPA-Geschäftsleitung ihren Kunden die sofortige Einstellung des Dienstes mit. ADN-Generaldirektor Günter Pötschke kondolierte den betroffenen Kollegen über die Standleitung: „Wir wissen nicht, wie und ob wir jemals die Lücke werden schließen können, die nunmehr durch den Verlust eines über viele Jahre für uns so wertvollen Nachrichtenangebots unseres Partners PPA für die Berichterstattung des ADN entsteht.“